# Sinocalliopteryx gigas
Sinocalliopteryx gigas es la única especie conocida del género extinto Sinocalliopteryx (gr. "pluma hermosa de China") de dinosaurios terópodo compsognátido que vivió a principios del período Cretácico, hace aproximadamente 130 millones de años, en el Barremiense, en lo que hoy es Asia. Encontrado en la provincia de Liaoning, al noreste de China. La especie tipo, S. gigas, ha sido la única especie identificada en este género.
Al alcanzar más de 2 m de largo, el Sinocalliopteryx es el compsognátido más grande hasta ahora descubierto. Se conoce a partir de un esqueleto completo acompañado de tegumentos filamentosos (protoplumas), el cual posee rasgos típicos de un compsognátido y asimismo distintivos que lo llevan a relacionarse particularmente con su pariente Huaxiagnathus, sin embargo otras investigaciones indican una posición más basal, fuera de los compsognátidos.

## Descripción
Considerado relativamente un compsognátido "gigante", el Sinocalliopteryx llegó a medir 2,37 m de longitud. El cráneo, que a su vez era grande en proporción al cuerpo, medía hasta 29 cm de largo y disponía de numerosos dientes aserrados, cónicos en los premaxilares y curvados en los maxilares. El esqueleto postcraneal no presenta diferencias muy remarcables con el de otros compsognátidos. De igual manera, el Sinocalliopteryx era un dinosaurio bípedo, de contextura delgada, que se balanceaba con ayuda de una larga cola.

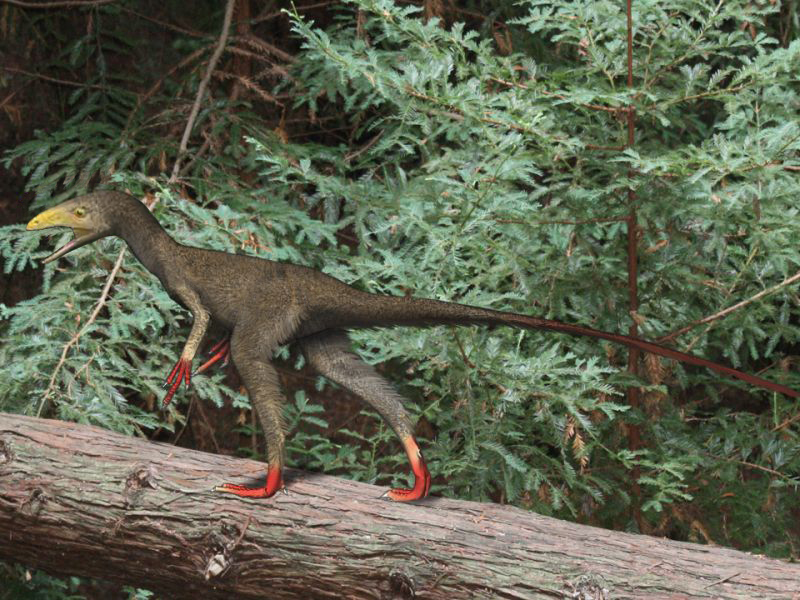
Reconstrucción en vida

La columna vertebral estaba compuesta de 11 vértebras cervicales, 12 dorsales y 49 caudales, con una cantidad desconocida de sacrales. Sus costillas tanto cervicales como dorsales eran finas y prolongadas, distinguiéndose estas últimas por presentar debajo doce pares de costillas ventrales (gastralia). Al igual que en el Huaxiagnathus, era también notable la presencia de una fúrcula, siendo una prueba más para la aparición de este hueso en compsognátidos. Las extremidades superiores se extendían hasta la mitad de las extremidades inferiores, terminando en "manos" peculiarmente largas cuyo tamaño era comparable al del húmero más el radio. De sus tres dedos el más largo era el segundo, en contraste con el tercero, que era el más corto. Los huesos de las patas eran algo robustos, con un fémur que mide el 90 % de la longitud de la tibia. La mayoría del cuerpo estaba cubierto de protoplumas bien desarrolladas, desde la parte trasera del cráneo hasta la punta de la cola, llegando incluso a cubrir la zona metatarsal.

## Historia

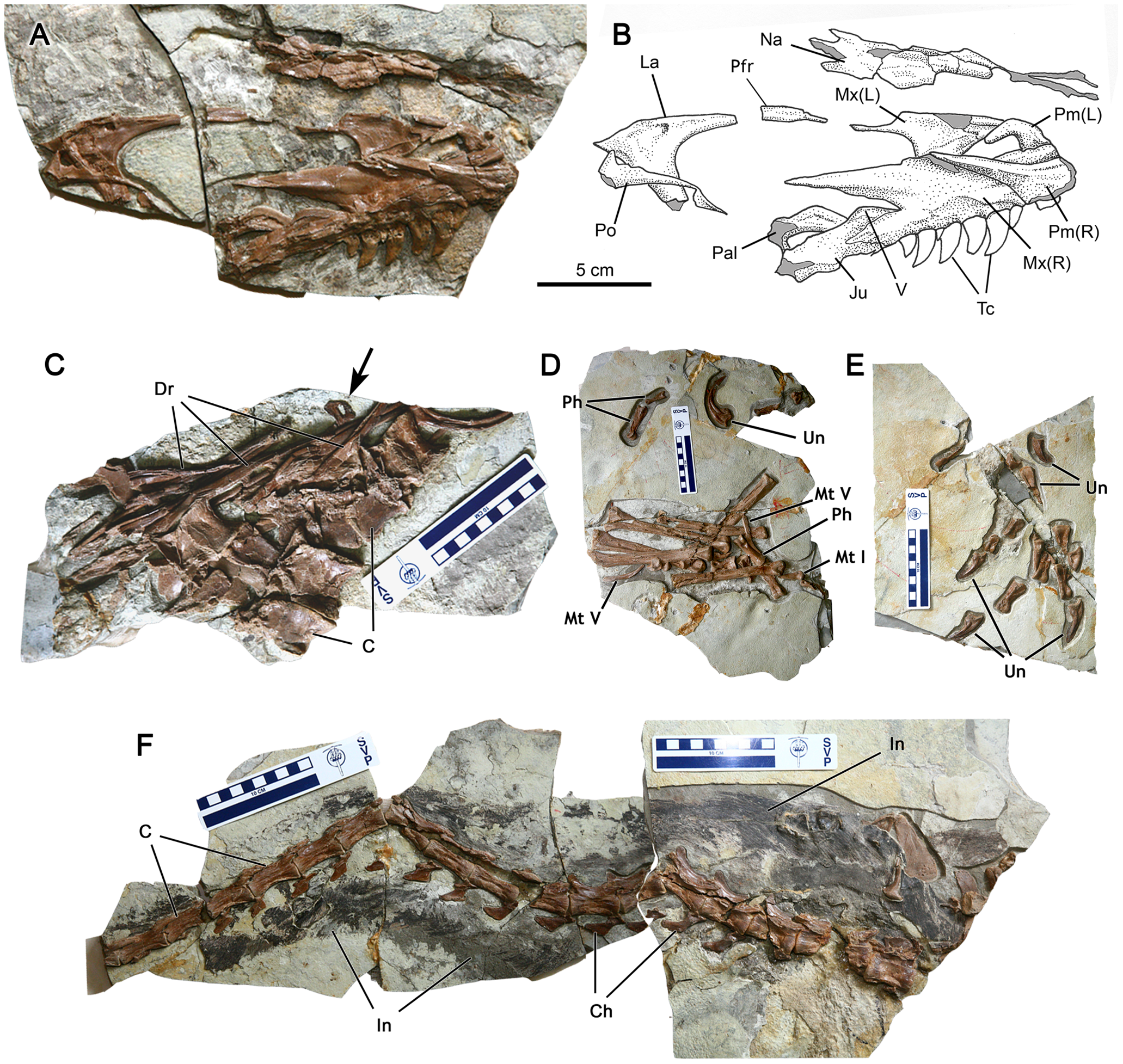
Espécimen CAGS-IG-T1

El holotipo fue excavado en Hengdaozi, en la localidad Sihetun de Beipiao, oeste de la provincia de Liaoning. El Museo de Paleontología de Jinzhou concedió el material fósil (JMP-V-05-8-01) a los autores para que lleven a cabo su estudio. El nombre genérico proviene de la combinación del prefijo Sino (un nombre antiguo para China) con las palabras griegas callio ("hermoso") y pteryx ("ala"). El epíteto específico gigas significa "gigante" y hace referencia a su gran tamaño en comparación a sus parientes.
El Sinocalliopteryx es considerado dentro de la familia Compsognathidae, siendo el último miembro en descubrirse. Aunque originalmente era relacionado con el Huaxiagnathus y el Sinosauropteryx, un análisis más reciente sugiere una posición filogenética cerca del Guanlong, Proceratosaurus y Mirischia. Estos géneros (incluyendo al Sinocalliopteryx), a pesar de ser más cercanos a las aves que a los tiranosauroides, podrían ser ubicados dentro de Tyrannosauroidea hasta que nuevos estudios lo comprueben.

## Filogenia
Sinocalliopteryx fue asignado por sus descriptores a Compsognathidae.
Este cladograma muestra la posición de Sinocalliopteryx en Compsognathidae de acuerdo a un estudio realizado por Cristiano dal Dasso e.a. en 2011:
|  | Scipionyx  |
|  |            |
|  | Orkoraptor |
|  |            |

|  | Huaxiagnathus                                                   |
|  |                                                                 |
|  | \| \| Sinosauropteryx \| \| \| \| \| \| Juravenator \| \| \| \| |
|  |                                                                 |
|  | Sinosauropteryx                                                 |
|  |                                                                 |
|  | Juravenator                                                     |
|  |                                                                 |

|  | Sinosauropteryx |
|  |                 |
|  | Juravenator     |
|  |                 |

|  | Huaxiagnathus                                                   |
|  |                                                                 |
|  | \| \| Sinosauropteryx \| \| \| \| \| \| Juravenator \| \| \| \| |
|  |                                                                 |
|  | Sinosauropteryx                                                 |
|  |                                                                 |
|  | Juravenator                                                     |
|  |                                                                 |

|  | Sinosauropteryx |
|  |                 |
|  | Juravenator     |
|  |                 |

|  | Huaxiagnathus                                                   |
|  |                                                                 |
|  | \| \| Sinosauropteryx \| \| \| \| \| \| Juravenator \| \| \| \| |
|  |                                                                 |
|  | Sinosauropteryx                                                 |
|  |                                                                 |
|  | Juravenator                                                     |
|  |                                                                 |

|  | Sinosauropteryx |
|  |                 |
|  | Juravenator     |
|  |                 |

|  | Huaxiagnathus                                                   |
|  |                                                                 |
|  | \| \| Sinosauropteryx \| \| \| \| \| \| Juravenator \| \| \| \| |
|  |                                                                 |
|  | Sinosauropteryx                                                 |
|  |                                                                 |
|  | Juravenator                                                     |
|  |                                                                 |

|  | Sinosauropteryx |
|  |                 |
|  | Juravenator     |
|  |                 |

|  | Scipionyx  |
|  |            |
|  | Orkoraptor |
|  |            |

|  | Huaxiagnathus                                                   |
|  |                                                                 |
|  | \| \| Sinosauropteryx \| \| \| \| \| \| Juravenator \| \| \| \| |
|  |                                                                 |
|  | Sinosauropteryx                                                 |
|  |                                                                 |
|  | Juravenator                                                     |
|  |                                                                 |

|  | Sinosauropteryx |
|  |                 |
|  | Juravenator     |
|  |                 |

|  | Huaxiagnathus                                                   |
|  |                                                                 |
|  | \| \| Sinosauropteryx \| \| \| \| \| \| Juravenator \| \| \| \| |
|  |                                                                 |
|  | Sinosauropteryx                                                 |
|  |                                                                 |
|  | Juravenator                                                     |
|  |                                                                 |

|  | Sinosauropteryx |
|  |                 |
|  | Juravenator     |
|  |                 |

|  | Huaxiagnathus                                                   |
|  |                                                                 |
|  | \| \| Sinosauropteryx \| \| \| \| \| \| Juravenator \| \| \| \| |
|  |                                                                 |
|  | Sinosauropteryx                                                 |
|  |                                                                 |
|  | Juravenator                                                     |
|  |                                                                 |

|  | Sinosauropteryx |
|  |                 |
|  | Juravenator     |
|  |                 |

|  | Huaxiagnathus                                                   |
|  |                                                                 |
|  | \| \| Sinosauropteryx \| \| \| \| \| \| Juravenator \| \| \| \| |
|  |                                                                 |
|  | Sinosauropteryx                                                 |
|  |                                                                 |
|  | Juravenator                                                     |
|  |                                                                 |

|  | Sinosauropteryx |
|  |                 |
|  | Juravenator     |
|  |                 |

|  | Scipionyx  |
|  |            |
|  | Orkoraptor |
|  |            |

|  | Huaxiagnathus                                                   |
|  |                                                                 |
|  | \| \| Sinosauropteryx \| \| \| \| \| \| Juravenator \| \| \| \| |
|  |                                                                 |
|  | Sinosauropteryx                                                 |
|  |                                                                 |
|  | Juravenator                                                     |
|  |                                                                 |

|  | Sinosauropteryx |
|  |                 |
|  | Juravenator     |
|  |                 |

|  | Huaxiagnathus                                                   |
|  |                                                                 |
|  | \| \| Sinosauropteryx \| \| \| \| \| \| Juravenator \| \| \| \| |
|  |                                                                 |
|  | Sinosauropteryx                                                 |
|  |                                                                 |
|  | Juravenator                                                     |
|  |                                                                 |

|  | Sinosauropteryx |
|  |                 |
|  | Juravenator     |
|  |                 |

|  | Huaxiagnathus                                                   |
|  |                                                                 |
|  | \| \| Sinosauropteryx \| \| \| \| \| \| Juravenator \| \| \| \| |
|  |                                                                 |
|  | Sinosauropteryx                                                 |
|  |                                                                 |
|  | Juravenator                                                     |
|  |                                                                 |

|  | Sinosauropteryx |
|  |                 |
|  | Juravenator     |
|  |                 |

|  | Huaxiagnathus                                                   |
|  |                                                                 |
|  | \| \| Sinosauropteryx \| \| \| \| \| \| Juravenator \| \| \| \| |
|  |                                                                 |
|  | Sinosauropteryx                                                 |
|  |                                                                 |
|  | Juravenator                                                     |
|  |                                                                 |

|  | Sinosauropteryx |
|  |                 |
|  | Juravenator     |
|  |                 |

|  | Scipionyx  |
|  |            |
|  | Orkoraptor |
|  |            |

|  | Huaxiagnathus                                                   |
|  |                                                                 |
|  | \| \| Sinosauropteryx \| \| \| \| \| \| Juravenator \| \| \| \| |
|  |                                                                 |
|  | Sinosauropteryx                                                 |
|  |                                                                 |
|  | Juravenator                                                     |
|  |                                                                 |

|  | Sinosauropteryx |
|  |                 |
|  | Juravenator     |
|  |                 |

|  | Huaxiagnathus                                                   |
|  |                                                                 |
|  | \| \| Sinosauropteryx \| \| \| \| \| \| Juravenator \| \| \| \| |
|  |                                                                 |
|  | Sinosauropteryx                                                 |
|  |                                                                 |
|  | Juravenator                                                     |
|  |                                                                 |

|  | Sinosauropteryx |
|  |                 |
|  | Juravenator     |
|  |                 |

|  | Huaxiagnathus                                                   |
|  |                                                                 |
|  | \| \| Sinosauropteryx \| \| \| \| \| \| Juravenator \| \| \| \| |
|  |                                                                 |
|  | Sinosauropteryx                                                 |
|  |                                                                 |
|  | Juravenator                                                     |
|  |                                                                 |

|  | Sinosauropteryx |
|  |                 |
|  | Juravenator     |
|  |                 |

|  | Huaxiagnathus                                                   |
|  |                                                                 |
|  | \| \| Sinosauropteryx \| \| \| \| \| \| Juravenator \| \| \| \| |
|  |                                                                 |
|  | Sinosauropteryx                                                 |
|  |                                                                 |
|  | Juravenator                                                     |
|  |                                                                 |

|  | Sinosauropteryx |
|  |                 |
|  | Juravenator     |
|  |                 |

|  | Scipionyx  |
|  |            |
|  | Orkoraptor |
|  |            |

|  | Huaxiagnathus                                                   |
|  |                                                                 |
|  | \| \| Sinosauropteryx \| \| \| \| \| \| Juravenator \| \| \| \| |
|  |                                                                 |
|  | Sinosauropteryx                                                 |
|  |                                                                 |
|  | Juravenator                                                     |
|  |                                                                 |

|  | Sinosauropteryx |
|  |                 |
|  | Juravenator     |
|  |                 |

|  | Huaxiagnathus                                                   |
|  |                                                                 |
|  | \| \| Sinosauropteryx \| \| \| \| \| \| Juravenator \| \| \| \| |
|  |                                                                 |
|  | Sinosauropteryx                                                 |
|  |                                                                 |
|  | Juravenator                                                     |
|  |                                                                 |

|  | Sinosauropteryx |
|  |                 |
|  | Juravenator     |
|  |                 |

|  | Huaxiagnathus                                                   |
|  |                                                                 |
|  | \| \| Sinosauropteryx \| \| \| \| \| \| Juravenator \| \| \| \| |
|  |                                                                 |
|  | Sinosauropteryx                                                 |
|  |                                                                 |
|  | Juravenator                                                     |
|  |                                                                 |

|  | Sinosauropteryx |
|  |                 |
|  | Juravenator     |
|  |                 |

|  | Huaxiagnathus                                                   |
|  |                                                                 |
|  | \| \| Sinosauropteryx \| \| \| \| \| \| Juravenator \| \| \| \| |
|  |                                                                 |
|  | Sinosauropteryx                                                 |
|  |                                                                 |
|  | Juravenator                                                     |
|  |                                                                 |

|  | Sinosauropteryx |
|  |                 |
|  | Juravenator     |
|  |                 |

|  | Scipionyx  |
|  |            |
|  | Orkoraptor |
|  |            |

|  | Huaxiagnathus                                                   |
|  |                                                                 |
|  | \| \| Sinosauropteryx \| \| \| \| \| \| Juravenator \| \| \| \| |
|  |                                                                 |
|  | Sinosauropteryx                                                 |
|  |                                                                 |
|  | Juravenator                                                     |
|  |                                                                 |

|  | Sinosauropteryx |
|  |                 |
|  | Juravenator     |
|  |                 |

|  | Huaxiagnathus                                                   |
|  |                                                                 |
|  | \| \| Sinosauropteryx \| \| \| \| \| \| Juravenator \| \| \| \| |
|  |                                                                 |
|  | Sinosauropteryx                                                 |
|  |                                                                 |
|  | Juravenator                                                     |
|  |                                                                 |

|  | Sinosauropteryx |
|  |                 |
|  | Juravenator     |
|  |                 |

|  | Huaxiagnathus                                                   |
|  |                                                                 |
|  | \| \| Sinosauropteryx \| \| \| \| \| \| Juravenator \| \| \| \| |
|  |                                                                 |
|  | Sinosauropteryx                                                 |
|  |                                                                 |
|  | Juravenator                                                     |
|  |                                                                 |

|  | Sinosauropteryx |
|  |                 |
|  | Juravenator     |
|  |                 |

|  | Huaxiagnathus                                                   |
|  |                                                                 |
|  | \| \| Sinosauropteryx \| \| \| \| \| \| Juravenator \| \| \| \| |
|  |                                                                 |
|  | Sinosauropteryx                                                 |
|  |                                                                 |
|  | Juravenator                                                     |
|  |                                                                 |

|  | Sinosauropteryx |
|  |                 |
|  | Juravenator     |
|  |                 |

|  | Scipionyx  |
|  |            |
|  | Orkoraptor |
|  |            |

|  | Huaxiagnathus                                                   |
|  |                                                                 |
|  | \| \| Sinosauropteryx \| \| \| \| \| \| Juravenator \| \| \| \| |
|  |                                                                 |
|  | Sinosauropteryx                                                 |
|  |                                                                 |
|  | Juravenator                                                     |
|  |                                                                 |

|  | Sinosauropteryx |
|  |                 |
|  | Juravenator     |
|  |                 |

|  | Huaxiagnathus                                                   |
|  |                                                                 |
|  | \| \| Sinosauropteryx \| \| \| \| \| \| Juravenator \| \| \| \| |
|  |                                                                 |
|  | Sinosauropteryx                                                 |
|  |                                                                 |
|  | Juravenator                                                     |
|  |                                                                 |

|  | Sinosauropteryx |
|  |                 |
|  | Juravenator     |
|  |                 |

|  | Huaxiagnathus                                                   |
|  |                                                                 |
|  | \| \| Sinosauropteryx \| \| \| \| \| \| Juravenator \| \| \| \| |
|  |                                                                 |
|  | Sinosauropteryx                                                 |
|  |                                                                 |
|  | Juravenator                                                     |
|  |                                                                 |

|  | Sinosauropteryx |
|  |                 |
|  | Juravenator     |
|  |                 |

|  | Huaxiagnathus                                                   |
|  |                                                                 |
|  | \| \| Sinosauropteryx \| \| \| \| \| \| Juravenator \| \| \| \| |
|  |                                                                 |
|  | Sinosauropteryx                                                 |
|  |                                                                 |
|  | Juravenator                                                     |
|  |                                                                 |

|  | Sinosauropteryx |
|  |                 |
|  | Juravenator     |
|  |                 |

|  | Scipionyx  |
|  |            |
|  | Orkoraptor |
|  |            |

|  | Huaxiagnathus                                                   |
|  |                                                                 |
|  | \| \| Sinosauropteryx \| \| \| \| \| \| Juravenator \| \| \| \| |
|  |                                                                 |
|  | Sinosauropteryx                                                 |
|  |                                                                 |
|  | Juravenator                                                     |
|  |                                                                 |

|  | Sinosauropteryx |
|  |                 |
|  | Juravenator     |
|  |                 |

|  | Huaxiagnathus                                                   |
|  |                                                                 |
|  | \| \| Sinosauropteryx \| \| \| \| \| \| Juravenator \| \| \| \| |
|  |                                                                 |
|  | Sinosauropteryx                                                 |
|  |                                                                 |
|  | Juravenator                                                     |
|  |                                                                 |

|  | Sinosauropteryx |
|  |                 |
|  | Juravenator     |
|  |                 |

|  | Huaxiagnathus                                                   |
|  |                                                                 |
|  | \| \| Sinosauropteryx \| \| \| \| \| \| Juravenator \| \| \| \| |
|  |                                                                 |
|  | Sinosauropteryx                                                 |
|  |                                                                 |
|  | Juravenator                                                     |
|  |                                                                 |

|  | Sinosauropteryx |
|  |                 |
|  | Juravenator     |
|  |                 |

|  | Huaxiagnathus                                                   |
|  |                                                                 |
|  | \| \| Sinosauropteryx \| \| \| \| \| \| Juravenator \| \| \| \| |
|  |                                                                 |
|  | Sinosauropteryx                                                 |
|  |                                                                 |
|  | Juravenator                                                     |
|  |                                                                 |

|  | Sinosauropteryx |
|  |                 |
|  | Juravenator     |
|  |                 |

El gran tamaño de Sinocalliopteryx comparado con el de sus parientes es también notable, y puede indicar una tendencia hacia el gran tamaño entre los compsognátidos (un grupo conocido por su pequeño tamaño comparado con otros tipos de terópodos), similar a las tendencias vistas hacia el gran tamaño corporal en otros linajes de dinosaurios.

## Paleobiología

### Alimentación
Provisto de un gran cráneo con dientes aserrados y enormes manos con afiladas garras, el Sinocalliopteryx fue sin duda un feroz depredador. Esto se reafirma a partir del hallazgo de una pata de dromeosáurido y cuatro gastrolitos hallados dentro de su cavidad abdominal. La pata estaba conformada por una tibia completa, un peroné, metatarsos y falanges que permanecían casi articulados. Tan solo la tibia (de 15,5 cm) era muy larga en comparación a la altura de la cavidad abdominal. Así, se fortalece la idea de que los compsognátidos eran carnívoros activos, con otros ejemplos tales como el Compsognathus y el Sinosauropteryx, que preservaban restos de lagartos y mamíferos en sus cavidades abdominales.
Los gastrolitos, que medían de 15 a 20 mm de diámetro, son relativamente grandes en tamaño y pocos en cantidad, de igual manera que en el celurosaurio basal Nqwebasaurus. Sin embargo, otros terópodos como el Caudipteryx han preservado abundantes gastrolitos pequeños, los cuales se asocian con su alimentación herbívora. Por tanto, los autores llegaron a la conclusión de que los terópodos carnívoros solían ingerir menos gastrolitos de mayor tamaño, mientras los herbívoros muchos pero de menor tamaño.

### Plumaje
Una cobertura de protoplumas recorría la parte trasera del cráneo, el cuello, la espalda, la cadera, la cola y algunas partes en las extremidades. Se trataba de protoplumas muy simples y semiindependientes de cada una, las cuales presentaban las mismas estructuras que poseen las del Sinosauropteryx, Beipiaosaurus y Dilong. Su longitud variaba en distintas partes del cuerpo, resultando más largas las que se encuentran en la cadera, la base de la cola, y las porciones traseras del fémur. La presencia de protoplumas en la zona metatarsal demuestra que estas aparecieron primero en grupos celurosaurianos mucho más basales que en los avanzados manirráptores emplumados.

## Paleoecología

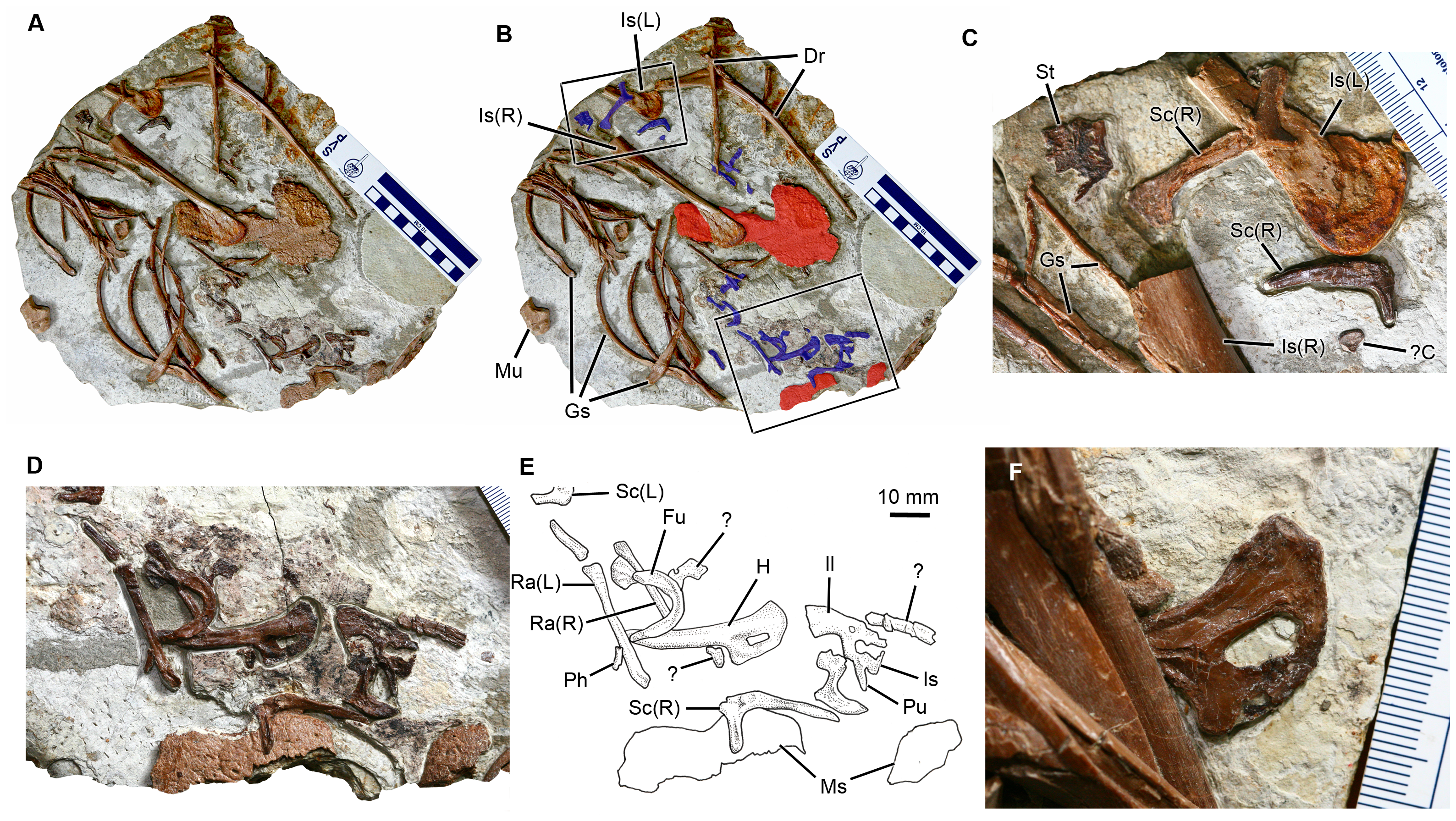
Partes del fósil de Sinocalliopteryx gigas.

El ecosistema en el que habitaba el Sinocalliopteryx se regía por diferentes estaciones secas y húmedas, donde predominaba la expansión de lagos y pantanos, con la considerable ausencia de ríos, deltas y otros hábitats marinos. El Sinocalliopteryx es el celurosaurio más grande de la célebre fauna de Jehol, de la cual sus fósiles se preservan hoy en día en las formaciones de Yixian y Jiufotang. Esta fauna es conocida por abarcar una gran variedad de dinosaurios emplumados y las primeras familias de aves. Dinosaurios contemporáneos al Sinocalliopteryx incluían al tiranosauroide Dilong, a los dromeosáuridos Graciliraptor, Microraptor y Sinornithosaurus, los compsognátidos Sinosauropteryx y Huaxiagnathus, los troodóntidos Mei, Sinovenator y Sinusonasus, los oviraptorosaurios Incisivosaurus y Caudipteryx, y al tericinosauroide Beipiaosaurus. Asimismo coexistían con las primeras aves enatiornies y ornituranas, junto con distintos grupos de mamíferos, reptiles, peces y anfibios. Coníferas tales como pinos y araucarias comprendían la flora de este ambiente.